# Nationale Versorgungsleitlinie

Das Programm für Nationale VersorgungsLeitlinien (NVL-Programm) war ein 2002 gegründetes Programm zur Qualitätsförderung in der Gesundheitsversorgung in Deutschland mit Hilfe von multiprofessionellen medizinischen Leitlinien und Patientenleitlinien und Patienteninformationen.

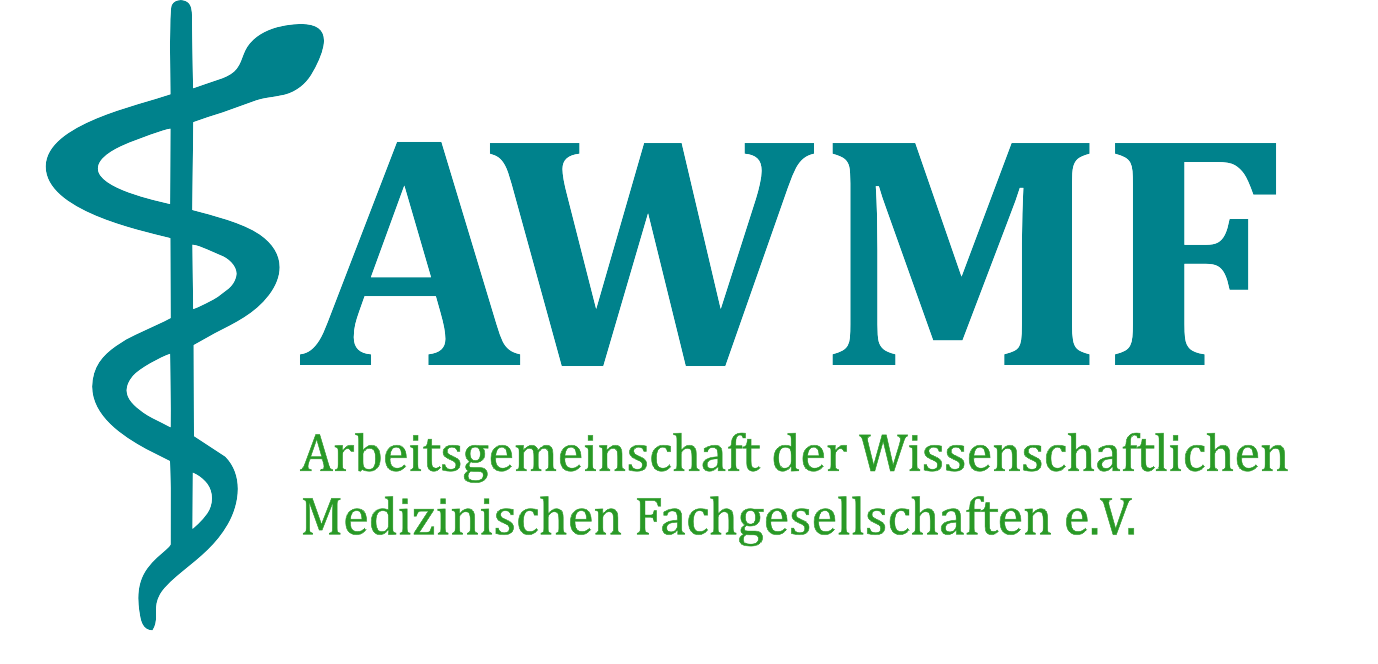

## Träger und Koordination
Träger des Programms waren die Bundesärztekammer (BÄK) seit 2002, sowie – seit 2003 – die Kassenärztliche Bundesvereinigung (KBV) und die Arbeitsgemeinschaft der Wissenschaftlichen Medizinischen Fachgesellschaften (AWMF). Die Initiative war Teil des ÄZQ-Leitlinienprogramms: Redaktion und Koordination lagen von 2002 bis Ende 2024 beim Ärztlichen Zentrum für Qualität in der Medizin (ÄZQ). Am 13. April 2024 ließen BÄK und KBV mitteilen, dass das ÄZQ als operatives Zentrum des NVL-Programms zum 31. Dezember 2024 aufgelöst werde. Am 16. August 2024 kündigte das Zentralinstitut für die kassenärztliche Versorgung in der Bundesrepublik Deutschland (Zi) an, dass es die Pflege und Weiterentwicklung der Nationalen Versorgungsleitlinien wahrnehmen werde.

## Ziele
Das NVL-Programm zielte auf die Entwicklung, Pflege und Implementierung versorgungsbereichsübergreifender Leitlinien zu ausgesuchten häufigen Erkrankungen unter Berücksichtigung der Methoden der Evidenzbasierten Medizin (EbM). Insbesondere sollten NVL inhaltliche Grundlage für Organisation medizinische Versorgung bei Disease Management, Fallmanagement und Integrierte Patientenversorgung sein.
Ein weiteres Ziel war die Stärkung von Gesundheitskompetenz und gemeinsamer Entscheidungsfindung von Patient und Arzt. Aus diesem Grund existiert zu jeder nationalen Versorgungsleitlinie eine Patientenleitlinie. Sie vermittelt in verständlicher Form die Inhalte der Versorgungsleitlinie, informiert über Hintergründe und Ursachen der Erkrankung und verweist auf weiterführende Informationsquellen.

## Autoren
Die inhaltliche Verantwortung für die einzelnen NVL lag bei den Teilnehmern der multidisziplinär zusammengesetzten Leitliniengruppen. Primär wurden die Mitgliedsgesellschaften der AWMF, die in den jeweiligen Themenbereichen aktiv sind, sowie die Arzneimittelkommission der deutschen Ärzteschaft (AkdÄ) und Patientenvertreter zur Mitarbeit eingeladen. In Abhängigkeit vom jeweiligen Thema wurden auch Organisationen nichtärztlicher Fachgruppen beteiligt.

## Patientenbeteiligung
Patienten waren im NVL-Programm regelhaft beteiligt an der Leitlinienerstellung, am Begutachtungsverfahren und an der Erstellung von Patientenleitlinien zur entsprechenden NVL. Die Benennung von Patientenvertretern erfolgte über die Dachverbände der Selbsthilfeorganisationen, z. B. die BAG Selbsthilfe und die DAG SHG.

## Themen
Zwischen 2002 und 2024 wurden im NVL-Programm medizinische Handlungsempfehlungen und Patientenleitlinien zu folgenden Erkrankungen erarbeitet und wiederholt aktualisiert:
- Asthma, 5. Auflage 2024
- COPD, 2. Auflage 2021
- Depression, 3. Auflage 2022
- Typ-2-Diabetes, 3. Auflage 2023
- Herzinsuffizienz, 4. Auflage 2023
- Hypertonie, 1. Auflage 2023
- KHK, 7. Auflage 2024
- Kreuzschmerz, 2. Auflage 2017, abgelaufen 2022[10]

## Internetauftritte des NVL-Programms
Leitlinien, Informationen über Methodik der Leitlinienerstellung und Leitlinienimplementierung sowie Aktualisierungen werden über das Leitlinienportal des AWMF-Leitlinienregisters verbreitet. Das ursprüngliche NVL-Portal des ÄZQ (leitlinie.de) und das ÄZQ-Patientenportal (Patienten-Information.de) wurden seit Herbst 2024 nicht mehr aktualisiert.

## Anwendung in der Patientenversorgung
Ärztliche Organisationen und Experten, die sich am NVL-Programm beteiligten, wiesen immer wieder auf die Bedeutung der Initiative für die Qualität der Patientenversorgung hin. In welchem Ausmaß die Nationalen Versorgungsleitlinien in der Patientenversorgung bekannt sind oder genutzt werden, ist bisher nur punktuell untersucht worden.
Als Probleme für die breite Berücksichtigung wurden unter anderem mangelnde Bekanntheit, ungenügende Praxistauglichkeit im Arzt-Patientenkontakt und unzureichende Verständlichkeit für medizinische Laien angegeben.